# Elotuzumab
Elotuzumab – lek biologiczny o działaniu immunosupresyjnym, obecnie (2012) w fazie badań klinicznych w terapii szpiczaka mnogiego, przeciwciała monoklonalne skierowane przeciwko receptorowi CS1 występującymi na powierzchni komórek szpiczaka mnogiego, receptory te są reprezentowane w minimalny sposób na innych komórkach organizmu. Badania prowadzone są przez firmy Bristol-Myers Squibb i Abbott.